# Afterburner
Afterburner es el noveno álbum de estudio de la banda estadounidense de hard rock y blues rock ZZ Top, publicado en 1985 por el sello Warner Bros. Al igual que el trabajo anterior este siguió con el sonido de rock electrónico, pero sin perder del todo su clásico blues rock, que lo ha posicionado como su segundo disco más exitoso en ventas después de Eliminator. A pesar de ello tuvo una importante variedad de críticas de parte de la prensa especializada, quienes en su mayoría destacaron la ambición comercial del sello discográfico y la necesidad de la banda de emular el éxito y la radiodifusión de su anterior producción.
Como dato adicional y dentro de la cultura popular, la canción «Can't Stop Rockin'» fue utilizada en la película de 1993 Teenage Mutant Ninja Turtles III, mientras que el tema «Velcro Fly» es citado en la obra La Torre Oscura III: Las Tierras Baldías del escritor Stephen King.

## Recepción comercial y promoción
Tras su publicación logró una excelente recepción comercial en varios mercados mundiales, incluso superando el éxito conseguido con Eliminator. Alcanzó el puesto 4 en la lista estadounidense Billboard 200 y el segundo lugar en la británica UK Albums Chart, la posición más alta que ha conseguido uno de sus discos de estudio en ambos casos. De igual manera, se ubicó en el primer lugar en la lista canadiense y en la neozelandesa. Sin embargo, sus ventas fueron inferiores a Eliminator, por ejemplo en los Estados Unidos solo ha vendido 5 millones de copias —en comparación a los 10 millones de su anterior producción— que le valió ser certificado con quíntuple disco de platino por la Recording Industry Association of America.
Para promocionarlo se publicaron siete canciones como sencillos; tres en 1985 y cuatro en 1986. De los primeros destacaron «Sleeping Bag» y «Stages», ya que se ubicaron ambos en el primer lugar de la lista estadounidense Mainstream Rock Tracks, convirtiéndose en sus primeros sencillos en lograr el top 1 en dicho conteo. Por su parte, en 1986 destacaron la power ballad «Rough Boy» y la bailable «Velcro Fly» que se posicionaron en los puestos 5 y 15 en la mencionada lista musical, respectivamente.

## Lista de canciones
Todas las canciones escritas por Billy Gibbons, Dusty Hill y Frank Beard.

| N.º | Título                               | Duración |  |
| 1.  | «Sleeping Bag»                       | 4:03     |  |
| 2.  | «Stages»                             | 3:32     |  |
| 3.  | «Woke Up with Wood»                  | 3:45     |  |
| 4.  | «Rough Boy»                          | 4:50     |  |
| 5.  | «Can't Stop Rockin'»                 | 3:02     |  |
| 6.  | «Planet of Women»                    | 4:09     |  |
| 7.  | «I Got the Message»                  | 3:27     |  |
| 8.  | «Velcro Fly»                         | 3:29     |  |
| 9.  | «Dipping Low (In the Lap of Luxury)» | 3:11     |  |
| 10. | «Delirious»                          | 3:41     |  |

## Músicos
- Billy Gibbons: voz y guitarra eléctrica
- Dusty Hill: bajo, teclados y coros
- Frank Beard: batería